# 勒尔特
勒尔特（德語發音：[ʁøɐt]）是德国北莱茵-威斯特法伦州的一个市镇。总面积30.01平方公里，总人口6742人，其中男性3381人，女性3361人（2011年12月31日），人口密度225人/平方公里。